# Henry Barschall
Henry Herman ("Heinz") Barschall (Berlim, 29 de abril de 1915 — Madison, 4 de fevereiro de 1997) foi um físico teuto-estadunidense.